# شقرة (درعا)
شقرة أو شقرا إحدى قرى محافظة درعا تابعة لمركز منطقة إزرع تقع إلى الشمال من مدينة إزرع بـ 6كم على حافة اللجاة الغربية. إلى الشمال والشرق منها صبات بازلتية . يوجد بها أثار رومانية وبيزنطية كالكنائس والأديرة والقصور والمساكن والبرك والآبار والعيون المائية والمدافن ومن أهم آثارها:
برج القرية و كنيستان واحدة منها قديمة جدا تعود للفترة البيزنطية